# O-24
O-24(オー・トゥーフォー　朝: 오투포〔オトゥポ〕)は大韓民国の女性アイドルグループ。韓国アイドル第1世代。1999年1月にアルバム『Live In Hip-Hop』の表題曲 『覆せ（自由）』でデビュー。グループ名は0時から24時まで一日中ヒップホップに生き、ヒップホップに死ぬという意味が込められている。そのためグループ名を表記する際には正確には数字の「0」を用いて「0-24」と書かれるが、読む際にはこの0をアルファベットの「O」とし英語風に「オートゥーフォー」と読み、国内向けには「オトゥポ（오투포）」と書かれる。所属事務所はウンソンエンターテイメント。

## メンバー
- イ・ガヘ(이가혜）-  1981年3月15日（43歳）生まれ(韓国暦[5]1981年2月10日)、血液型AB型[3]。2008年にラッパーMCシンゴン（朝鮮語版）のミュージックビデオに出演するなど、解散後もメディア露出がある[6][7]。

- キム・ミンジ（김민지）-  1981年11月16日（43歳）生まれ（韓国暦1981年12月16日）、血液型A型[3]。子役出身。解散後は会社員になる。
- アン・ミジョン（안미정）-  1981年3月5日（43歳）生まれ（韓国暦1981年1月29日）、血液型O型[3]。解散後、SBS水原地域レポーターを経て成均館大学校大学院・ジョージタウン大学を卒業。卒業後ソウル特別市銅雀区鷺梁津洞のメガCST（警察公務員学院）で英語講師を務める[8]

### 元メンバー
- チュ・ヨンジョン（주연정） - 1981年7月12日（43歳）生まれ（韓国暦1981年6月11日）、血液型O型[9]。足の怪我で休業後、脱退。2000年8月、パパヤ（朝鮮語版）加入[9]。

## 経歴
O-24は女性ダンスヒップホップグループとして活動した。1999年2月に、イ・ガヘ(이가혜）、キム・ミンジ（김민지）、アン・ミジョン（안미정）、チュ・ヨンジョン（주연정）の4人でデビューした。メンバーのうちキム・ミンジはすでに子役タレントとしての芸能経験があった。1集『Live In Hip-Hop』の表題曲 『覆せ（自由）』で活動を始めた。ミュージックシーンでの反応は鈍く、KBSのドラマ『学校』の挿入歌として使用され、オリジナルサウンドトラック(OST)にも採用されそうになったものの、untitleの『学校』が採用され、OST収録曲には漏れてしまった。この『覆せ（自由）』はガールズ・ヒップホップではなくリアル・ヒップホップを志向した振付・演出でプロモーションが行われた。1集の後続曲である『知らない知らない（몰라몰라）』でプロモーション活動を開始する直前にチュ・ヨンジョンがパパヤ加入のため脱退してしまい、4人用にセットされたパート分けと振り付けを急遽3人用に変更をするなどのトラブルもあった。こうして1集収録曲のうち、表題曲・後続曲とプロモーション活動が振るわず、メンバーの脱退もあったため活動中止も考慮されたが、1集収録曲のうちヒップホップ色の薄い『初恋（첫사랑）』がオリオンの風船ガム「ワウ」のCMに使用され、認知度が上がったため、これを続く後続曲としてプロモーション活動を行うことになった。
2集『Growing Up』は、発売前にインターネット上でどの曲を表題曲にするのか投票が行われた。当初の告知ではで投票1位の曲を表題曲とするはずが、所属事務所と意見が食い違い、投票1位の『疾走（질주）』と3位の『Blind Faith』をダブルタイトル曲とし、音楽放送では『Blind Faith』で活動することになった。2000年にリリースされた『学校 III』のオリジナルサウンドトラックではこの『Blind Faith』が新副主題歌として収録された。しかしこの『Blind Faith』がブリトニー・スピアーズの『Oops!...I Did It Again』に対する剽窃疑惑に巻き込まれ、このため活動を控えていた時期に活動を完全に停止したと告知されてしまい、続くアルバム3集を制作すると発表していたにもかかわらず0-24は解散した。

## ディスコグラフィー
- Live In Hip-Hop(1999年2月)
- Growing Up(2000年9月)